# ローマ風アーティチョーク

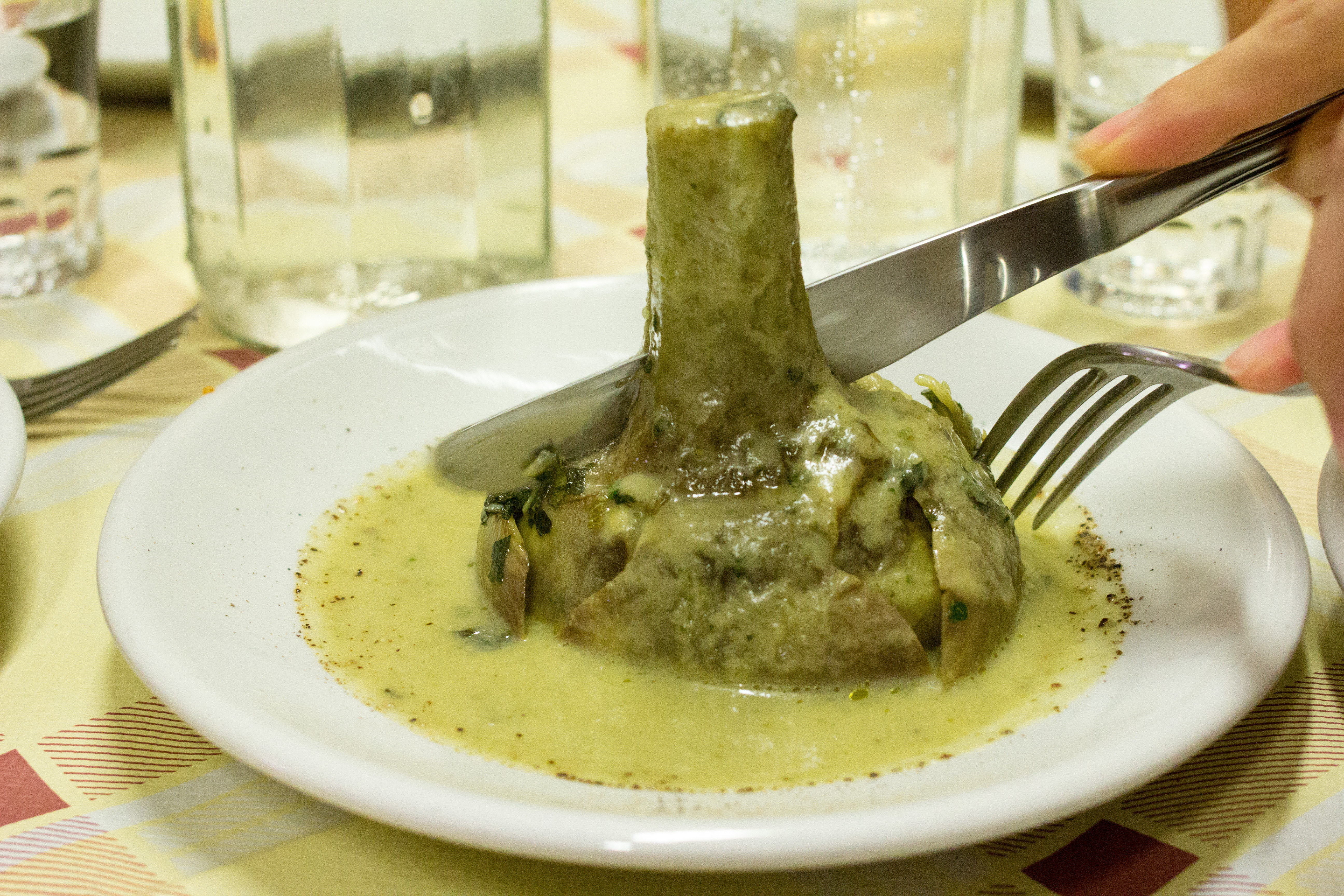
ローマ風アーティチョークの例

ローマ風アーティチョーク、アーティチョークのローマ風、カルチョフィ・アッラ・ロマーナ（イタリア語: carciofi alla Romana）は、イタリアのローマ料理の一種。アーティチョークの蒸し煮である。
「アーティチョーク」はイタリア語で「カルチョフィ」と呼ばれ、サンドイッチの具材としても使用されている。ローマ風アーティチョークはローマ料理では定番のアンティパストの1つである。
アーティチョクにニンニク、ミントなどを詰めて蒸し煮にした料理である。